# Hans Hederström
Hans Hederström, född 24 maj 1710 i Kvillinge församling, Östergötlands län, död 26 maj 1792 i Skärkinds församling, Östergötlands län, var en svensk präst.

## Biografi
Hans Hederström föddes 1710 i Kvillinge församling. Han var son till nämndemannen Hans Folkeson och Lisken Wernesdotter på Hersta. Hederström studerade i Linköping och blev 22 februari 1731 student vid Uppsala universitet. Höstterminen 1736 blev han student vid Lunds universitet och åter i uppsala universitet 1740. Han avlade filosofie kandidatexamen 1741 och prästvigdes i Uppsala domkyrka 2 maj 1742. Hederström blev då pastor vid tyska utherska församlingen Lancaster och Connastoga i Pennsylvania, Nordamerika. Under ett år väntade han på att få pengar till att resa till Nordamerika. Han fick inga pengar och inträdde istället i stiftets tjänst 1743. Hederström blev 1748 kollega vid Västerviks trivialskola och 1750 kyrkoherde i Näsby församling. Han blev 15 januari 1765 kyrkoherde i Skärkinds församling och 30 december 1782 prost. Hederström blev 3 december 1783 kontraktsprost i Skärkinds kontrakt. Han avled 1792 i Skärkinds församling och begravdes i Skärkinds kyrka.
Hederström var predikant vid prästmötet 1763.

### Familj
Hederström gifte sig första gången 16 december 1746 med Margareta Rydbeck (1726–1765). Hon var dotter till kyrkoherden i Östra Hargs församling. De fick tillsammans barnen Christina Hederström (1748–1829) som var gift med lantbrukaren Johan Hertzberg i Skärkinds församling, Elisabeth Hederström (1750–1798) som var gift med handlanden Jonas Dahlstedt i Norrköping, Catharina Maria Hederström (1752–1752), Margareta Hederström som var gift med extra ordinarie prästmannen J. Åstrand, Brita Sophia Hederström (1755–1838) som var gift med grosshandlaren Carl Gustaf Lönngren i Norrköping, Olof Hederström (1756–1756), kompaniskrivaren Hans Eric Hederström (född 1759) i Karlskrona, kyrkoherden Jacob Hederström i Hjorteds församling och komministern Johan Hederström i Gryts församling.
Hederström gifte sig andra gången 1766 med Gustava Johanna Humble (1735–1776). Som var dotter till löjtnanten Esaias Humble och Eva Catharina Rotkirch. De fick tillsammans sonen Gustaf Magnus Hederström (1776–1776).